# Witvoetmier
De witvoetmier (Technomyrmex albipes) is een mierensoort uit de onderfamilie van de Dolichoderinae. De wetenschappelijke naam van de soort is voor het eerst geldig gepubliceerd in 1861 door Smith, F..